# Kalvnos
Kalvnos (Misopates orontium) är en växtart i familjen Grobladsväxter.